# Antim Iverianul

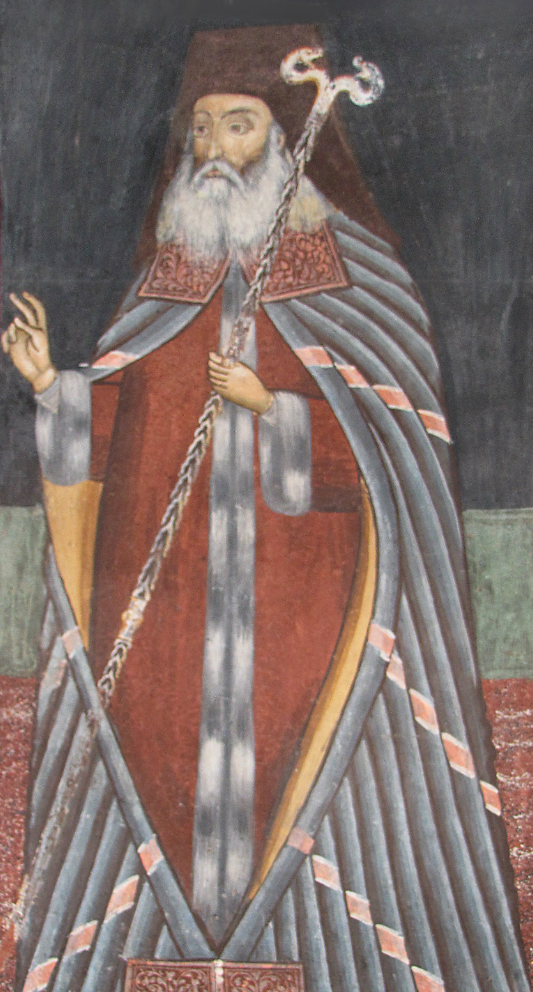
Antim Iverianul

Antim Iverianul (Georgisch: ანთიმოზ ივერიელი, Antimoz Iverieli, geboren als: Andria) (1650-1716) was een orthodoxe metropoliet. 
Iverianul werd in Georgië geboren, maar verbleef het grootste deel van zijn leven in Roemenië. In Boekarest bouwde hij een aantal kerken en werd aartsbisschop in een zuidelijke regio van Roemenië. Ook was het Iverianul die de eerste drukpers in Roemenië bouwde. Tijdens zijn verblijf in Roemenië onderhield hij nauwe contacten met de kerk in Tbilisi. In zijn drukkerij in Georgië werd de eerste Georgische Bijbel gedrukt. Tegenwoordig wordt Antim Iverianul nog steeds geëerd door zowel de Roemeense als de Georgische kerk. 
Hij werd op 27 september 1992 heilig verklaard door de Roemeens-Orthodoxe Kerk. Zijn feestdag is op 27 september.
Naar hem is ook de Antim Cup (rugby) vernoemd.